# 4351 Nobuhisa
4351 Nobuhisa è un asteroide della fascia principale. Scoperto nel 1989, presenta un'orbita caratterizzata da un semiasse maggiore pari a 2,8561756 UA e da un'eccentricità di 0,0662037, inclinata di 2,41996° rispetto all'eclittica.